# Ara (género)
Ara é um género de aves psitaciformes, onde se classificam quinze espécies de araras e maracanãs. Habitam zonas de floresta tropical e subtropical da América do Sul e também da América do Norte.
As espécies de Ara são os maiores representantes dos psitacídeos, com 50 a 90 cm de comprimento. São bastantes coloridas, com plumagens vermelhas, verdes, amarelas, azuis e combinações destes tons. A cara é desprovida de penas e apresenta uma pele branca, decorada em listas de pequenas plumas. A cauda é comprida e afilada. Os membros do género Ara distinguem-se das araras do género Anodorhynchus pela ausência de manchas amarelas na cabeça.
A maioria destas araras estão ameaçadas ou em perigo de extinção, devido a degradação de habitat e caça excessiva.

## Espécies
- Arara-canindé, Ara ararauna
- Arara-de-garganta-azul, Ara glaucogularis
- Arara-militar, Ara militaris
- Arara-militar-grande, Ara ambigua
- Araracanga, Ara macao
- Arara-vermelha, Ara chloropterus
- Arara-vermelha-de-cuba, Ara tricolor
- Ararinha-de-testa-vermelha, Ara rubrogenys
- Maracanã-guaçu, Ara severa
- Arara-de-santa-cruz, Ara autocthones
- Arara-de-guadalupe, Ara guadeloupensis

### Espécies duvidosas extintas
- Arara-jamaicana, Ara gossei
- Arara-de-martinica, Ara martinica
- Arara-jamaicana-verde, Ara erythrocephala
- Arara-dominicana, Ara atwoodi